# 比塞尔卡·维什尼奇
比塞尔卡·维什尼奇（1953年10月10日—），克罗地亚女子手球运动员。她曾代表南斯拉夫国家队参加1980年和1984年夏季奥林匹克运动会手球比赛，获得一枚金牌和一枚银牌。